# Boyesennuten
Boyesennuten är en bergstopp i Antarktis. Den ligger i Östantarktis. Norge gör anspråk på området. Toppen på Boyesennuten är 1 201 meter över havet.
Terrängen runt Boyesennuten är varierad. Trakten är glest befolkad. Närmaste befolkade plats är Svea, 2,0 kilometer söder om Boyesennuten. 